# Barbora Kodetová
Barbora Kodetová (ur. 6 września 1970 w Pradze) – czeska aktorka teatralna i telewizyjna.
Ukończyła Konserwatorium Praskie na wydziale muzyczno-dramatycznym. W latach 1991–1996 należała do zespołu Teatru Narodowego w Pradze.
Wystąpiła w wielu filmach i czeskich serialach: Smrt krásné dívky (1996); Případy detektivní kanceláře Ostrozrak (1999), Redakce (2004), a także w zagranicznych: Fantagirò 3 (1993), Diuna (2000), Dzieci Diuny (2003).
Jest córką aktora Jiříego Kodeta.